# Katanec
Katanec je priimek v Sloveniji, ki ga je po podatkih Statističnega urada Republike Slovenije na dan 1. januarja 2010 uporabljalo 14 oseb.

## Znani nosilci priimka
- Srečko Katanec (*1963), nogometaš in nogometni trener